# 宮尾邦雄
宮尾 邦雄（みやお くにお、1945年1月7日 - ）は、元NHKアナウンサー。
長野県生まれ。東京都立大学附属高等学校を経て、一橋大学を卒業した。その後、NHKへアナウンサーとして入局する。主に大阪放送局やラジオセンターなどで活動した。

## 出演作品
- 『ジュニア文化シリーズ「人間の知恵　大地から学ぶ　岩手県立農業博物館」』（NHK教育テレビ、1982年）
- 『農業新時代「伝統の農産物を見直す」（1）』（NHK教育テレビ、1983年）
- 『列島リレードキュメント「だんじりはわいの宝や」』（NHK総合テレビ、1996年）

| スタブアイコン | サブスタブ | この項目は、まだ閲覧者の調べものの参照としては役立たない、アナウンサーに関連した書きかけの項目です。この項目を加筆・訂正などしてくださる協力者を求めています（PJ:アナウンサー）。 |